# Peter Paul Fuchs
Pour les articles homonymes, voir Fuchs.
Peter Paul Fuchs est un compositeur et chef d'orchestre autrichien, naturalisé américain, né à Vienne le 30 octobre 1916 et décédé à Greensboro le 26 mars 2007.
Fuchs est surtout connu pour sa carrière de chef d'orchestre aux États-Unis et pour son enseignement de la direction d'orchestre. Il était également compositeur prolifique, bien que sa musique ait été peu enregistrée de son vivant. Il est également l'auteur de deux livres importants dans le domaine de la musique.

## Jeunesse
Peter Paul Fuchs est né le 30 octobre 1916 à Vienne, fis du Docteur Adolf Fuchs, cardiologue de renom, et de Marianne Rusicka, professeur de piano. Son grand-père maternel fut Alois Rusicka, avocat viennois, originaire du même village que Gustav Mahler, et qui avait encouragé le père de celui-ci de permettre le jeune Gustave à poursuivre des études musicales.
À la suite de ses études académiques au gymnasium, il est diplômé en 1935 de l'Académie de musique de Vienne où ses mentors furent Felix Weingartner et Josef Krips pour la direction d'orchestre, et Karl Weigl pour la composition. En 1936 Fuchs fut engagé comme chef d'orchestre au Théâtre Allemand à Brno en Tchécoslovaquie. L'instabilité politique et l'invasion nazie l'ont obligé à quitter Brno subitement. Sans passeport valable et sans travail il a passé deux ans en exil entre l'Italie et la Suisse, jusqu'à ce qu'il reçoive un visa pour émigrer aux États-Unis.

## Exil en Amérique

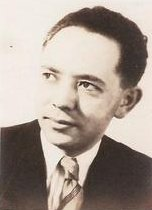
Peter Paul Fuchs

Il quitte l'Europe pour les États-Unis avec une lettre de recommandation de Felix Weingartner, une brosse à dents, 5,00 $, et quelques vêtements de rechange. Lorsqu'il arrive en Amérique il subvient à ses besoins en travaillant comme pianiste/accompagnateur pour des chanteurs, des instrumentistes, et pour des classes de ballet. À la fin de l'année 1940 il fut engagé comme accompagnateur pour le Ballet du Metropolitan Opera.
La même année Fuchs a réussi à faire sortir ses parents de l'Autriche annexée, et les a fait venir aux États-Unis. Deux ans plus tard il entre dans l’Armée américaine et est automatiquement naturalisé. À la fin des hostilités en 1945, il revient au Metropolitan Opera comme chef d’orchestre à plein temps où il a travaillé avec Bruno Walter, George Szell, Fritz Reiner, Erich Leinsdorf, Ettore Panizza (en) et d’autres. Il a également dirigé au San Francisco Opera, le Cincinnati Summer Opera, le Central City Opera (en), et le Berkshire Summer Music Festival où il fut adjoint à Leonard Bernstein.

## Les annéespost-Met
En 1950 il quitte le Met pour devenir professeur de musique et d'opéra à l'université d'État de Louisiane, d’abord comme chef d’orchestre, puis comme directeur de l’école d’opéra en 1952. Quelques années plus tard il devient Directeur musical et Chef d’Orchestre du Baton Rouge Symphony Orchestra, poste où il restera durant 16 années. Il sera également chef d’orchestre du Birmingham Opera (Birmingham (Alabama)), et du Beaumont Opera dans le Texas, où il est resté pendant 13 ans.
Au-delà des États-Unis sa carrière de chef invité l’amène en Allemagne, Autriche, Grèce, Portugal, Roumanie… avec des orchestres comme l'orchestre Tonkünstler de Vienne, le théâtre municipal d’Aix-la-Chapelle, le Norddeutschen Rundfunks Orchestra (Orchestre symphonique de la NDR), l’Opéra de Bucarest…
L’université de l’État de Louisiane confère à Peter Paul Fuchs un Doctorat honoraire à sa retraite en 1976, et la même année il devient Directeur Musical et Chef d’Orchestre du Greensboro Symphony Orchestra jusqu’en 1988. Il a été également Directeur Artistique et Chef d’Orchestre du Greensboro Opera Company de 1981 à 1992.
Il est mort à Greensboro le 26 mars 2007.

## Écrits

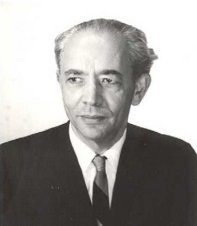
Peter Paul Fuchs

Fuchs a traduit plusieurs opéras de langues différentes en anglais pour des éditeurs américains, notamment “Un ballo in maschera” de Verdi à la demande du Metropolitan Opera.
Parmi ses écrits il y a deux livres notables, "The Musical Theater of Walter Felsenstein" (W. W. Norton) et "The Psychology of Conducting" (MCA), qui est devenu un texte de référence dans beaucoup de conservatoires et d’universités.

## Compositions
Peter Paul Fuchs a composé de la musique de chambre, des symphonies et de l’Opéra depuis l’époque de son adolescence à Vienne. À Baton Rouge dans les années 1960 il a dirigé son opéra “Darkness at Noon”, puis, dans les années 1980 et 90, des extraits de son opéra “White Agony” ont été présentés à l'Opéra comique de Berlin (où Felsenstein avait été directeur). En 1992, le Greensboro Opéra a présenté la version intégrale de “White Agony” mise en scène sous la supervision de son épouse, Elissa Minet Fuchs, ancienne danseuse des Ballets russes et du Metropolitan Opera.
Avec ses trois opéras (Darkness at Noon, The White Agony, et The Heretic), ses autres compositions comptent une symphonie, un concertino pour piano et orchestre, inventions pour instruments à vent, quatuors à cordes, une sonate pour violon, œuvres pour piano et nombreuses chansons.
Il a dirigé de nombreuses classes de maître dans le domaine de l’opéra notamment à la Manhattan School of Music où, en 1962, il a dirigé la création de l’opéra de Jan Meyerowitz, “Godfather Death”.

## Élèves
- Bill Conti, compositeur et chef d'orchestre connu pour son travail à Hollywood et pour la télévision.
- Milton Crotts, ancien chef du Guam Symphony Orchestra et actuellement Professeur à Davidson College.
- Janet Galván, professeur de musique chef d'orchestre à Ithaca College, New York
- Adrian McDonnell, directeur artistique et chef d'orchestre de l'Orchestre de la Cité Internationale et professeur de direction d'orchestre au Conservatoire Frederic Chopin.